# Дворец культуры железнодорожников (Харьков)
Дворец культуры железнодорожников (Дворец рабочего, Дом культуры железнодорожников Харькова, Клуб железнодорожников) — украинский памятник градостроительства и архитектуры национального значения (охранный № 7028-Ха) в формах конструктивизма, расположенный в Холодногорском районе города Харькова на Большой Панасовской улице, 83-а. Построен в 1932 году. Уничтожен российскими военными 18 августа 2022 года в ходе российской войны против Украины.

## История
Дворец рабочего был запроектирован в 1928 году архитектором Александром Дмитриевым при участии Василия Верюжского. Строительство велось по 1932 год. Расчёт конструкций был осуществлен гражданским инженером Н. Н. Аистовым. После открытия здание несколько раз меняло название и сначала называлось Домом культуры железнодорожников имени Сталина, а затем Домом культуры имени Ивана Котлова.
Фасад здания имеет пять вогнутых поверхностей, символизирующих растянутые меха гармони. Интерьер вмещает большой зрительный зал, соединенный переходом с дугообразным фойе. Переход украшают монументальные фрески художника Евгения Лансере.
Дворец считался примечательным образцом конструктивизма и самой значительной работой Дмитриева.
Во время войны фашисты нанесли ущерб зданию, но оно сохранилось. С 1967 года в здании открыли Музей истории Южной железной дороги, который спустя год по решению Министерства культуры УССР получил звание «Народного музея».
Во Дворце работали многочисленные детские кружки. До войны дворец посещали более 100 детей в день.

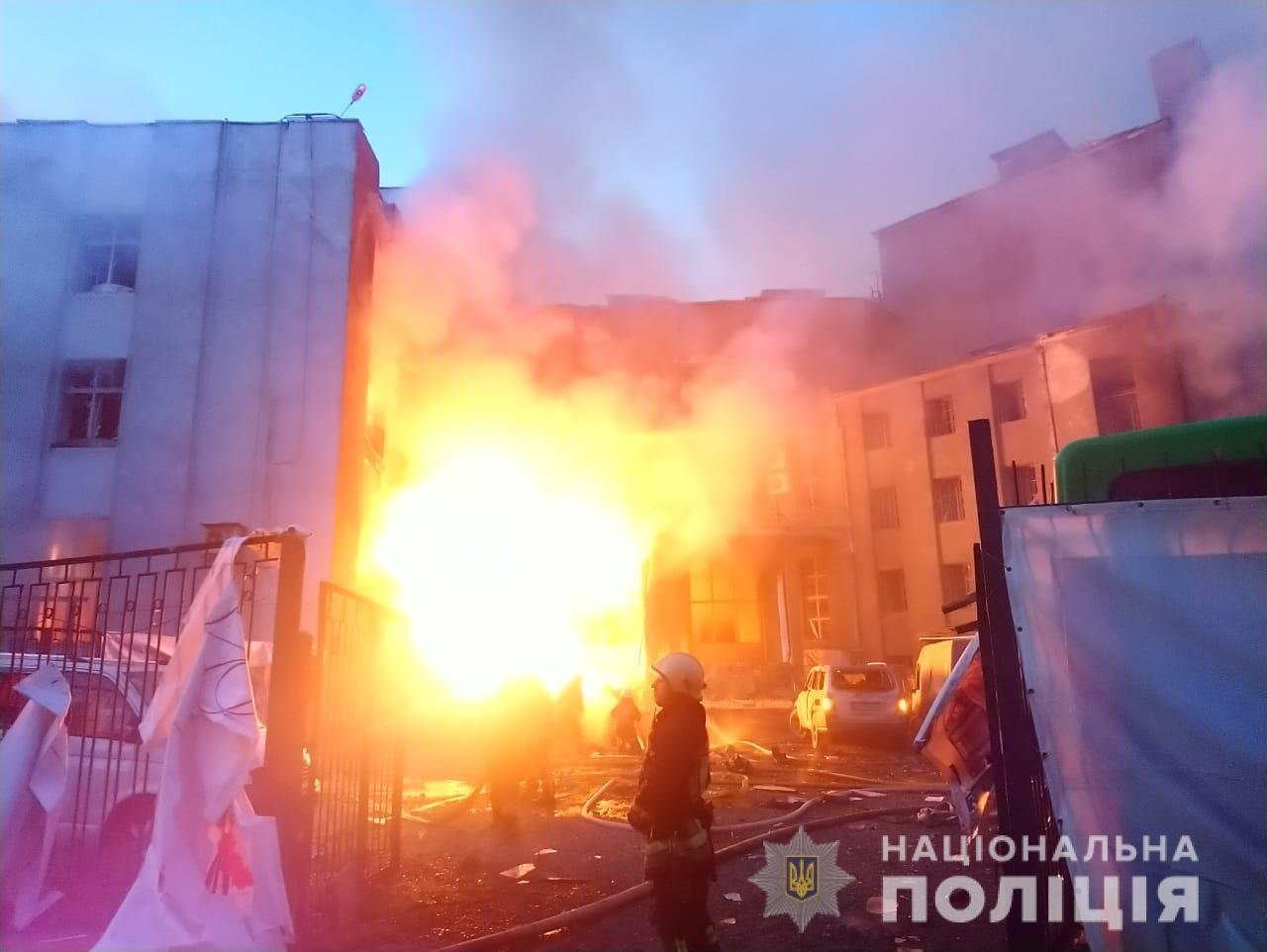
Дворец после российского ракетного удара 18 августа 2022 года

18 августа 2022 года в ходе российской войны против Украины российские военные уничтожили памятник архитектуры. Из-за обстрела случился пожар площадью более 4000 м². При том обстреле погибло несколько десятков жителей Украины.